# I Stay in Love
"I Stay in Love" é o quarto e último single do álbum E=MC² da cantora americana Mariah Carey. A canção é a segunda balada lançada pela cantora neste álbum.

## Lançamento
I Stay in Love estreou nas rádios americanas Top 40/Mainstream e Rhythm/Crossover em 28 de Outubro de 2008.
Originalmente, a faíxa que seria o quarto single seria "Migrate", com a participação de T-Pain, que ganhou muita popularidade, mas, a gravadora cancelou o lançamento de "Migrate" por motivos não divulgados, o lançamento de "Migrate", no dia 30 de Setembro de 2008, foi cancelado e lançaram "I Stay In Love" como quarto e ultímo single do álbum.

## Videoclipe
O site oficial de Mariah anunciou que ela gravaria o clipe em Las Vegas, usando a história dela com seu marido Nick Cannon, que também escreveu a música. O clipe também seria dirigido por Nick. Mariah filmou o vídeo dia 5 de Outubro de 2008 no The Bellagio Hotel and Casino Resort em Las Vegas.
O clipe de I Stay in Love estreou em BET dia 27 de Outubro de 2008 às 7:30 da noite.
| Paradas (2008)                                  | Melhor posição |
| ----------------------------------------------- | -------------- |
| Estados Unidos - BET - 106 and Park             | 3              |
| Estados Unidos - Billboard Hot Videoclip Tracks | 16             |
| Estados Unidos - Yahoo! Parada Musical.         | 19             |

## Faixas e formatos
EUROPA 5" CD single
1. "I Stay in Love" (Rádio Edit)

EUA  5" CD single
1. "I Stay in Love" (Versão principal)
2. "I Stay in Love" (Instrumental)

Maxi CD Single
1. "I Stay in Love" (Versão do Álbum) - 3:32
2. "I Stay in Love" (Rádio Edit) - 3:02
3. "I Stay in Love" (Versão estendida) - 4:27
4. "I Stay in Love" (Instrumental) - 3:32
5. "I Stay in Love" (Rádio Mix de Ralphi Melodic) - 3:33
6. "I Stay in Love" (Ralphi Melodic Mixshow) - 6:31
7. "I Stay in Love" (Ralphi Melodic Club Mix) - 9:26
8. "I'm that Chick" (Craig C Rádio Edit) - 3:18
9. "I'm that Chick" (Craig C Club Mix) - 6:47

EUA iTunes Single
1. "I Stay In Love" (Jody den Broeder Rádio Edit) - 4:08
2. "I Stay In Love" (Ralphi Rosario Melodic Rádio Edit) - 3:50
3. "I Stay In Love" (Jody den Broeder House Mix) - 8:29
4. "I Stay In Love" (Ralphi Rosario BIG Vocal) - 8:12

## Desempenho nas Paradas
A canção conseguiu 79.476.000 em impressões de audiência nos Estados Unidos e 15.306 spins até agora.

### Posições
| Paradas (2008/2009)                                | Melhor posição |
| -------------------------------------------------- | -------------- |
| Estados Unidos - Billboard Hot R&B/Hip Hop Songs   | 81             |
| Estados Unidos - Billboard Pop 100                 | 94             |
| Estados Unidos - Billboard Rhythmic Top 40         | 37             |
| Estados Unidos - Billboard Hot Dance Club Play     | 1              |
| Estados Unidos - Billboard Hot Dance Singles Sales | 2              |
| Estados Unidos - Billboard Hot Singles Sales       | 4              |
| Reino Unido - UK Singles Chart                     | 95             |
| Mundo - Global Dance Tracks Chart                  | 21             |

## Histórico de Lançamento
| Região                | Data                   | Formato                              |
| --------------------- | ---------------------- | ------------------------------------ |
| China                 | Dezembro de 2008       | Download Digital                     |
| Estados Unidos        | 28 de Outubro de 2008  | Airplay                              |
| Estados Unidos        | 16 de Dezembro de 2008 | Download Digital                     |
| Europa                | 22 de Dezembro de 2008 | Download Digital, Airplay, CD Single |
| Brasil                | Dezembro de 2008       | Airplay                              |
| Reino Unido e Irlanda | 5 de Janeiro de 2009   | Download Digital, CD Single          |
| Japão                 | A Ser Definido         | Download Digital, Airplay            |